# Greatest (Bee Gees)
Greatest è un greatest hits del gruppo musicale britannico Bee Gees, pubblicato nell'ottobre 1979 dalla RSO Records. L'album raggiunge la prima posizione nella Billboard 200 ed in Australia (tre settimane), la seconda in Nuova Zelanda, la quarta in Canada e la sesta nel Regno Unito.

## Tracce
Disco 1
1. Jive Talkin' – 3:45
2. Night Fever – 3:29
3. Tragedy (Bee Gees) – 5:05
4. You Should Be Dancing – 4:17
5. Stayin' Alive – 4:45
6. How Deep Is Your Love – 4:05
7. Love So Right – 3:36
8. Too Much Heaven – 4:57
9. (Our Love) Don't Throw It All Away – 4:05 (Barry Gibb, Blue Weaver)
10. Fanny (Be Tender With My Love) – 4:03

Disco 2
1. If I Can't Have You – 3:21
2. You Stepped Into My Life – 3:27
3. Love Me – 4:01
4. More Than A Woman – 3:16
5. Rest Your Love On Me – 4:23
6. Nights On Broadway – 4:34
7. Spirits (Having Flown) – 5:21
8. Love You Inside Out – 4:13
9. Wind Of Change – 4:55
10. Children Of The World – 3:08